# Boris Czernousow
Boris Nikołajewicz Czernousow (ros. Борис Николаевич Черноусов, ur. 1908 w Syzraniu, zm. 2 stycznia 1978 w Moskwie) – radziecki polityk, przewodniczący Rady Ministrów Rosyjskiej FSRR w latach 1949-1952.
Urodzony w rodzinie kolejarza, od 1924 działacz Komsomołu w Syzraniu, Uljanowsku i Kujbyszewie, od 1929 w Moskwie, gdzie pracował w fabryce, a 1930-1935 studiował na uczelni inżynieryjnej. Od 1938 funkcjonariusz partyjny, 1939-1948 II sekretarz Komitetu Obwodowego WKP(b) w Moskwie, 1948-1949 kierownik wydziału organów partyjnych, związkowych i komsomolskich KC WKP(b). Od 9 marca 1949 do 20 października 1952 przewodniczący Rady Ministrów Rosyjskiej FSRR. 1952-1955 kierownik moskiewskiej fabryki, 1955-1957 wiceminister przemysłu automobilowego ZSRR, 1957-1964 zastępca naczelnika wydziału w Państwowym Komitecie Planowania ZSRR, 1964-1978 doradca Stałego Przedstawiciela ZSRR w RWPG. Deputowany do Rady Najwyższej ZSRR 1 i 2 kadencji. Pochowany na Cmentarzu Nowodziewiczym w Moskwie.